# Purpuricenus laetus
Purpuricenus laetus es una especie de escarabajo longicornio del género Purpuricenus, tribu Trachyderini, familia Cerambycidae. Fue descrita científicamente por Thomson en 1864.
Se distribuye por Angola, Botsuana, Gabón, Malaui, Mozambique, Namibia, República Democrática del Congo, República del Congo, República de Sudáfrica, Zambia y Zimbabue. Mide 14-27 milímetros de longitud. El período de vuelo ocurre en los meses de enero, marzo, abril, julio, agosto, septiembre, octubre, noviembre y diciembre.